# Peresvet (wapen)

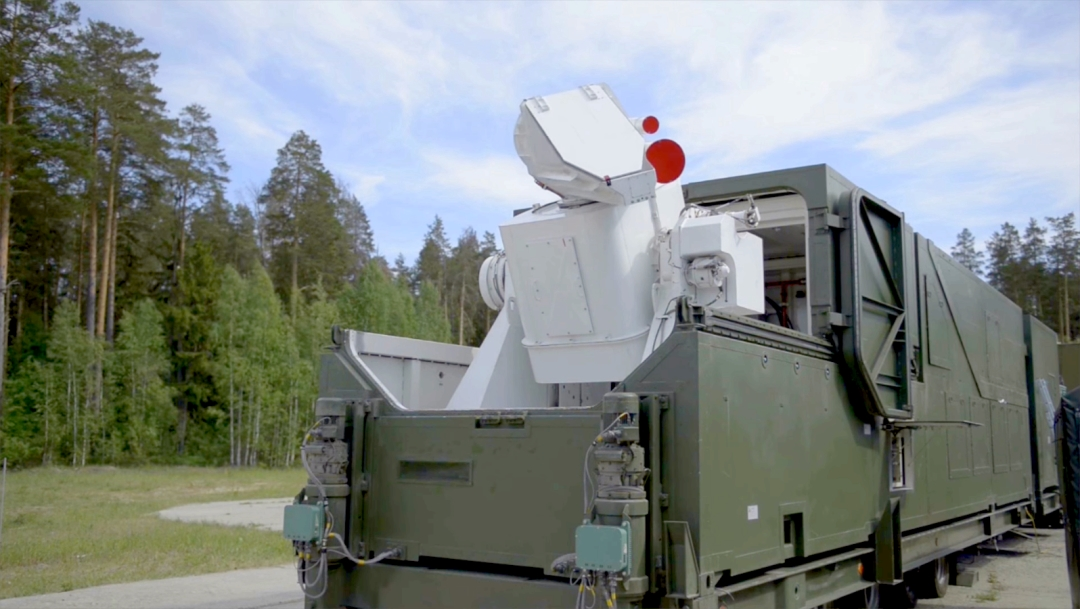
Peresvet actief

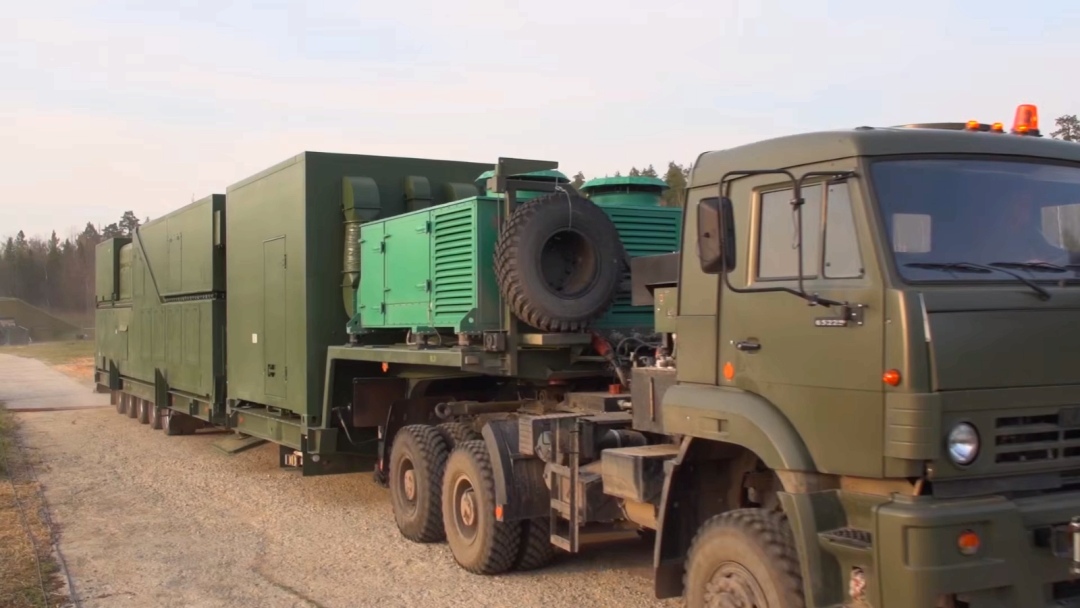
Peresvet tijdens vervoer

Peresvet (Russisch: Пересвет) is een Russisch antisatellietwapen dat ontworpen is om met een laser vanaf de grond spionagesatellieten in lagere banen en onbemande luchtvaartuigen te verblinden en zo mobiele lanceerinrichtingen van intercontinentale raketten (ICBM) af te schermen. De naam betekent 'overbelicht' maar verwijst ook naar de monnik Aleksandr Peresvet van Troitse-Sergieva Lavra die in 1380 sneuvelde in de Slag op het Koelikovo-veld.
President Vladimir Poetin vermeldde het wapen op 1 maart 2018 voor de Federatieve Vergadering van Rusland als een van de zes wapens in antwoord op de terugtrekking in 2002 van de Verenigde Staten uit het ABM-verdrag.

## Gebruik
Het mobiele systeem wordt in containers geplaatst op een ChMZAP-99903 oplegger die wordt voortgetrokken door een KAMAZ-65225 trekker. Daarnaast zijn er containers met een commandopost en een dieselmotor met alternator. Volgens generaal Valeri Gerasimov is de laser sinds 1 december 2019 in gebruik. Generaal Sergej Sjojgoe meldde dat het bij vijf divisies van de strategische raketstrijdkrachten ingedeeld is: 
1. Tejkovo,
2. Josjkar-Ola,
3. Novosibirsk,
4. Barnaoel en
5. ofwel Irkoetsk ofwel Nizjni Tagil.

In 2013 en 2015 heeft Sergej Garanin van het Russisch Federaal Nucleair Centrum van het Al-Russische Wetenschappelijk Onderzoeksinstituut van Technische Natuurkunde te Sarov twee patenten gepubliceerd. Het Ontwerpbureau van Speciale Machinebouw (KBSM) te Sint-Petersburg bouwt het systeem om de laser te richten. De laser is een gepulste chemische zuurstof-jodium-laser met golflengte 1315 nm in het nabije infrarood die door de atmosfeer kan dringen. Het werkt niet bij bewolkt weer, maar dan hebben de spionagesatellieten toch geen zicht op de mobiele ICBM-lanceerinrichtingen.
Een observatiepost te Noginsk verwerkt gegevens van radars en telescopen over heel Rusland, berekent de banen van satellieten met een computer genaamd “Storm” en zendt die door naar de vijf Peresvets.